# Склерема новорођенчета
Склерема новорођенчета (СН) (lat. sclerema neonatorum) екстензивна је и симетрична склероза коже и поткожног масног ткива која се  најчешћејавља код оболеле превремено рођене деце. Склерема новорођенчета је повезана са урођеним малформацијама, за разлику од поткожне масне некрозе новорођенчета (као самоограничено бенигног стања),  носи високу стопу морталитета. Тачна инциденција, етиологија и патогенеза СН остају непознати. Без обзира на то, истраживачи су предложили контроверзне теорије да СН може настати као резултат повећања засићених масти, дефектног метаболизма масти, инхерентне абнормалности у адипоцитима или везивном ткиву, или као знак токсичности болести.
Склерема новорођенчета је повезана са критично болесним  недоношчадима и новорођенчади са малом порођајном тежином. Кожа и поткожна масноћа се везују и пријањају за мишиће и кости, тако да критичне функције дисања, храњења и кретања могу бити ометане. Погођена новорођенчад обично пате од коморбидних стања, укључујући сепсу, дехидрацију, интракранијално крварење, тешке респираторне или гастроинтестиналне болести и урођене малформације. Стопе морталитета међу случајевима са склеремом новорођенчета колерацији је са савременим ресурсима интензивне неге новорођенчади, када је СН неуобичајена. Без обзира на то, и даље се пријављују ретки случајеви СН, па је јако важно да клиничари могу да адекватно и брзо дијагностикују и лече овај ентитет.

## Епидемиологија
СН обично погађајући новорођенчад током прве недеље живота, иако је документовано да се неки случајеви јављају изван овог временског оквира. 
Инциденца СН није позната. Највећа серија случајева која описује болест објављена је између 1940. и 1970. године.   
На основу компилације извештаја о случајевима, чини се да мушкарци могу доживети ово стање нешто чешће од жена, са мушко женским односом: 1,6:1.
Претпоставља се да је побољшана перинатална интензивна нега значајно смањила број новорођенчади погођених СН, чинећи неуобичајеном дијагнозом ове болести у окружењу модерне неонаталне интензивне неге.
Ограничени подаци сугеришу да инциденција СН може бити већа у областима са мање приступа високом нивоу оштрине неонаталне неге. Студија која је процењивала превремено рођену децу у терцијарној педијатријској болници у Бангладешу од 1998. до 2003. године пријавила је 10% инциденције СН.

## Патогенеза
Патогенеза СН је непозната. Више од 100 година постоји конфузија међу истраживачима у вези са СН, поткожном масном некрозом новорођенчета (ПМНН) и склередемом, терминима који се користе од 19. века.
Поткожно масно ткиво код новорођенчади је обогаћено засићеним мастима у поређењу са саставом поткожне масти код старијих особа. Ова биохемијска особина поткожне масти чини да се она стврдне у хладном окружењу. Претпоставља се да смањена телесна температура која се јавља у клиничком шоку изазива поткожно масно стврдњавање код СН. Међутим, стврдњавање масти не би требало да се деси све док температура коже не падне испод тачке смрзавања, што је против овог објашњења.
Алтернативне теорије предлажу да је СН последица абнормалног метаболизма масти, резултат дисфункције везивног ткива које окружује адипоците, или да је споредни ефекат изазван системском токсичношћу.
Често се ово стање јавља код оболелих новорођенчади са коморбидитетима као што су урођене аномалије, сепса, урођене болести срца и респираторне или гастроинтестиналне болести.

## Клиничка слика
Клиничка слика СН се обично развија током првих 7 дана живота новорођенчета, иако се то може десити и неколико недеља до месеци касније. Клиничку слику начелно карактерише:
- отврдњавањем коже и поткожног ткива које се накнадно везује за мишиће и кости испод,

- угрожавајући дисање и храњење које доводи до смрти у већини случајева.[4][2]

Овај процес се дешавау деловима тела где је масноћа у изобиљу и обично почиње у задњици, бутинама или трупу, али може брзо напредовати и захватити и друге делове тела, штедећи табане, дланове и гениталије.
Кожа оболелих новорођенчади је обично без едема, глатка, хладна, напета, шарена, љубичаста и тврда. Пошто је кожа везана за подкожно ткиво, укључујући мишиће и кост, не може се улегнути притиском или стегнути у набор.  а код пацијента се може развити укоченост удова.

## Терапија
Препознавање и хитно увођење терапије специфичне за основну болест је обавезно. Главни принципи терапије су:
- пажљиво праћење,
- корекција поремећаја електролита,
- респираторна подршка,
- корекција хиповолемије,
- контрола хипотермије

### Антибиотици
Неки аутори се залажу за хитно увођење профилактичке терапије антибиотицима широког спектра због могуће удружене сепсе.

### Системски стероиди
Примена системских стероида је контроверзна. Ниједна контролисана студија није показала побољшано преживљавање уз употребу системских стероида у СН, иако се често користе, јер је примећено да ограничавају обим и развој нових лезија.

### Заменска трансфузија
Неколико извештаја документује благотворан ефекат заменске трансфузије на преживљавање.  Насумично контролисано испитивање показало је стопу преживљавања од 50% код септичких новорођенчади са СН који су лечени заменском трансфузије која је коришћена у раној фази болести, у поређењу са 5% оних који то нису. Заменска тансфузија може побољшати хуморални и ћелијски имунитет код ових имунолошки незрелих новорођенчади и може побољшати периферну и плућну циркулацију, чиме се такође побољшава размена кисеоника.
Један извештај о случају описује да је након интравенске употребе имуноглобулина код новорођенчета дошло  до пролазног побољшања кожне болести, али је стезање грудног коша изазвано СН на крају довело до смрти детета.